# Сисоєв Петро Петрович
Петро Петрович Сисоєв (22 січня 1912, село Попаньово Сарапульського повіту Вятської губернії, тепер Юкаменського району, Удмуртія, Російська Федерація — 1986, місто Іжевськ, тепер Удмуртія, Російська Федерація) — радянський державний діяч, голова Ради міністрів Удмуртської АРСР, голова Президії Верховної ради Удмуртської АРСР. Депутат Верховної ради Російської РФСР 6—9-го скликань. Депутат Верховної ради СРСР 3—5-го скликань.

## Життєпис
Народився в родині селянина-середняка. У 1928 році закінчив Юкаменську середню школу. Навчався на дев'ятимісячних курсах із підготовки низових радянських робітників у місті Іжевську.
У 1929—1930 роках — інструктор Ярської машинно-тракторної станції Вотської автономної області.
У 1930—1931 роках — інструктор Красногорської районної колгоспної спілки Вотської автономної області. У 1931—1932 роках — голова Сюмсинської районної колгоспної спілки Вотської автономної області.
У 1932—1934 роках — завідувач земельного відділу виконавчого комітету Сюмсинської районної ради Вотської автономної області.
З 1934 по 1936 рік служив у Червоній армії. Був курсантом авіаційної школи, де здобув спеціальності авіамоториста і бортмеханіка. Обирався секретарем ВЛКСМ авіаційної школи, потім був секретарем комсомольського комітету авіаційної ескадрильї РСЧА.
У 1936—1939 роках — директор Бемижської машинно-тракторної станції Удмуртської АРСР.
Член ВКП(б) з 1938 року.
У 1939—1940 роках — інструктор сільськогосподарського відділу Удмуртського обласного комітету ВКП(б). У 1940—1943 роках — заступник завідувача сільськогосподарського відділу Удмуртського обласного комітету ВКП(б).
У 1943—1946 роках — 1-й секретар Граховського районного комітету ВКП(б) Удмуртської АРСР.
У 1946—1949 роках — слухач Вищої партійної школи при ЦК ВКП(б) у Москві.
У 1949—1952 роках — 1-й секретар Глазовського районного комітету ВКП(б) Удмуртської АРСР.
До серпня 1952 року — секретар Удмуртського обласного комітету ВКП(б).
19 серпня 1952 — 12 березня 1959 року — голова Ради міністрів Удмуртської АРСР.
12 березня 1959 — 27 грудня 1977 року — голова Президії Верховної ради Удмуртської АРСР.
Одночасно, з 1959 по 1977 рік — заступник голови Президії Верховної ради Російської РФСР, в 1966 році — в.о. голови Президії Верховної ради Російської РФСР.
З грудня 1977 року — персональний пенсіонер.

## Нагороди
- орден Леніна
- орден Жовтневої Революції
- орден Вітчизняної війни І ст.
- два ордени Трудового Червоного Прапора
- два ордени «Знак Пошани»
- медаль «За доблесну працю у Великій Вітчизняній війні 1941—1945 рр.»
- медалі